# Movements
Movements of Movements for piano and orchestra (W97) is een seriële compositie voor piano en orkest van Igor Stravinsky, waaraan hij in Venetië op 11 augustus 1958 begon en die hij voltooide op 30 juli 1959 en opdroeg aan Margrit Weber. Het werk, met een duur van ongeveer 10 minuten, werd onder leiding van de componist op 10 januari 1960 tijdens het Stravinsky Festival uitgevoerd in de Town Hall te New York, met Margrit Weber als soliste.
Stravinsky maakte van het werk een bewerking voor twee piano's.

## Opdracht
Stravinsky had, afgezien van orkestpartijen en het Septet, al vijftien jaar niets meer specifiek voor piano gecomponeerd. Hij was voornamelijk met vocale en in het bijzonder vocale geestelijke muziek bezig.
In 1958 kreeg hij het verzoek om een concert te schrijven met een lengte van een kwartier tot twintig minuten voor een goede jonge Zwitserse pianiste, voor een honorarium van vijftien duizend dollar dat zou worden betaald door de Zwitserse industrieel en hotelmagnaat Karl Weber. Stravinsky stemde in op voorwaarde dat de opdracht geheim zou blijven en het honorarium direct op zijn Bazelse bankrekening zou worden gestort.
De pianiste bleek Webers vrouw te zijn; de Hongaarse dirigent Ferenc Fricsay, die de opdracht aan Stravinsky had voorgesteld, hoopte dat hij het nieuwe werk zou mogen dirigeren. Margrit Webers echtgenoot zou later ook, samen met Columbia Records, de première in New York financieren.
Stravinsky's werk aan Movements vorderde langzaam: de achttien maten van het derde deel kostten hem bijvoorbeeld een maand. Daarbij maakte hij zich zorgen over hoe de Webers zouden reageren op het werk – wellicht verwachtten zij een concert in de neoclassicistische sfeer van The Rake's Progress of hoogstens zo ver gaand als Agon. Hij stuurde Margrit Weber het derde deel met de opmerking dat wanneer het idioom haar te vreemd voorkwam zij de opdracht kon teruggeven. Zij antwoordde dat zij de opdracht niet introk, maar dat zij nog nooit zo'n soort werk had gespeeld.

## Compositie
Movements is geschreven voor piano, twee fluiten, hobo, althobo, klarinet, basklarinet, fagot, twee trompetten, drie trombones, harp, celesta en kleine groep strijkers. Het werk is contrapuntisch en er zijn geen tutti, behalve in de laatste vier maten van het vierde deel. De compositie heette aanvankelijk Concert voor piano en groepen instrumenten. Desalniettemin is het geen concert in de klassieke, traditionele zin van het woord: de pianopartij - virtuoos - solistisch concertant contrasterend met het orkest als een ensemble. Gedurende het hele werk is de piano echter het belangrijkste instrument in een serie voortdurend wisselende kamermuziekensembles.
Stravinsky geeft, met name in solowerken, regelmatig de indruk van improvisatie, maar 'Stravinsky simuleert de geïmproviseerde gestiek'; in de Trois pièces voor klarinet en de Piano-Rag-Music zijn zelfs de maatstrepen weggelaten: een gesimuleerde improvisatie met de indruk van twijfel over de eerste tel. Deze compositietechniek past Stravinsky ook toe in de solopartij van Movements, waardoor het gehele werk een geïmproviseerde in druk geeft.
Voor de seriële techniek van het werk verdiepte Stravinsky zich in het pianoconcert van Arnold Schoenberg maar vooral in de Klavierstücke van Karlheinz Stockhausen; nog belangrijker was het contact met Ernst Křenek en de gesprekken die hij had over diens seriële compositie Lamentatio Jeremiae Prophetae.
Het werk bestaat uit vijf delen, slechts aangeduid met hun metronoomwaarde en met 'bijna maniakaal exacte uitvoeringsaanduidingen'; elk deel is gescheiden van de ander door een interlude – waarin de piano zwijgt – die dienen als een coda van het deel dat ze volgen en als prelude van de delen waaraan zij voorafgaan doordat zij vooruitlopen op de veranderingen in tempo. De interludes werden toegevoegd omdat Weber het werk anders te kort vond.
Movements is een van de 'meest hermetische van alle composities van Stravinsky, Webernesk in opzet in zijn ruimtelijk gebruik van het klavier. Binnen de betrekkelijk korte omvang van 10 minuten heeft Stravinsky een zeer hecht, compact en geconcentreerd serieel muzikaal vlechtwerk geschapen, maar met 'de ernst van een tonaal werk van driemaal de lengte'. Het werken aan Movements deed hem nieuwe seriële combinaties ontdekken en hij realiseerde zich dat hij een serieel componist was geworden. Stravinsky beschouwde het werk als een keerpunt in zijn latere muziek. Movements was naar zijn eigen zeggen vanuit het oogpunt van constructie de meest vooruitstrevende muziek die hij ooit had gecomponeerd. Ook ritmisch was het zijns insziens het meest geavanceerd binnen zijn oeuvre.
Stravinsky legde het werk aan Movements tijdelijk stil voor het werk aan een gelegenheidswerk, Epitaphium, een werk als hommage aan de beschermheer van het festival voor moderne muziek, de Donaueschinger Musiktage. Dit compositieintermezzo klinkt alsof het is opgebouwd uit ongebruikte passages van de Movements: dezelfde fragmentering, losse structuur en klank.
Toen Stravinsky het werk had voltooid in juni 1959 besloot hij de première ervan te vervroegen. Hij informeerde Margrit Weber hierover: "Ik wil niet dat een zo geconcentreerd en mooi werk geflankeerd wordt door 'moderne muziek' waar ik niets van weet; en ik denk dat het absoluut noodzakelijk is dat het werk onmiddellijk herhaald wordt nadat het de eerste keer is gespeeld". Het werk werd in een uitverkocht concert uitgevoerd; het ingetogen publiek reageerde bedeesd, niet wetend hoe te reageren; het bescheiden applaus rechtvaardigde de voorgenomen herhaling niet.
Stravinsky heeft het werk in de serie 'Stravinsky conducts Stravinsky' opgenomen met Charles Rosen als solist. Er waren niet het soort problemen als zich bij de opname van Concert voor piano en blaasinstrumenten of het Capriccio voordeden met de Franse pianist Philippe Entremont, maar ook deze opname verliep waarschijnlijk niet vlekkeloos. Stravinsky's vrouw noteerde in haar dagboek "opname: slecht, slecht" en Rosen zelf schreef "dat het onmogelijk was om de uitvoering te verwezenlijken waar ik op had gehoopt".

## Samenwerking met George Balanchine
Movements werd kort na het gereedkomen door George Balanchine voor een choreografie gebruikt, samen met Stravinsky's Momentum pro Gesualdo di Venosa ad CD annum.
Het werk was niet een echte samenwerking tussen George Balanchine en Stravinsky, zoals dat het geval was geweest bij Agon, maar er is geen twijfel aan dat beide de partituur hebben besproken. Een aantal Duitse en Canadese makers van televisiedocumentaires volgden Stravinsky in die tijd en overal verschijnt Balanchine in beeld die met Stravinsky het ritme en de structuur van composities bespreekt. Zwijgend ziet men hen gezamenlijk een partituur volgend, elk de slag van het ritme aangevend.
Movements is voor de luisteraar, gewend aan het vroegere werk van Stravinsky, een moeilijk werk, een van zijn minst gemakkelijk toegankelijke. De choreografie van Balanchine maakt de structuur echter volledig duidelijk. Het is volgens Boucourechliev misschien de enige keer waarbij de dans een volledig getrouw de muzikale lijnen en ritmes zichtbaar maakt van een compositie.

## Oeuvre
Zie het Oeuvre van Igor Stravinsky voor een volledig overzicht van het werk van Stravinsky.

## Geselecteerde discografie
- Charles Rosen, piano, Columbia Symphony Orchestra o.l.v. Igor Stravinsky (met het Concert voor piano en blaasinstrumenten en het Capriccio met Philippe Entremont en het Vioolconcert met Isaac Stern, viool)(verschenen in de 'Igor Stravinsky Edition', Sony SMK 46295)
- Michel Béroff, piano, Orchestre de Paris o.l.v. Seiji Ozawa (onderdeel van de (bijna) complete opname van de werken voor piano)(EMI Classics 2CDs, 7243 5 86073 2)
- Paul Crossley, piano, London Sinfonietta o.l.v. Esa-Pekka Salonen (op 'Igor Stravinsky - Works for Piano and Orchestra'; Sony Classical SK 45797)